# Parada São Cristóvão
A Parada São Cristóvão é uma parada ferroviária que atende aos bondes turísticos da Estrada de Ferro Campos do Jordão (EFCJ). Foi inaugurada em 1931.
Localiza-se no município de Campos do Jordão.

## História
A parada foi inaugurada em 1931, sendo uma simples plataforma coberta por telhas sustentadas por vigas de madeira. Foi, durante certo tempo, ponto final dos extintos trens de subúrbios de Campos do Jordão, e é, em 2021, ponto final dos bondes turísticos, que diariamente partem de Emílio Ribas, vão até a parada e retornam à estação inicial.